# Ernie Coombs
Ernie Coombs est un acteur et scénariste canadien né le 26 novembre 1927 à Lewiston, Maine (États-Unis), décédé le 18 septembre 2001 à Toronto (Canada).

## Biographie
Il est célèbre pour avoir joué le rôle de Mr. Dressup pendant près de trente ans dans une émission populaire pour enfants.

## Filmographie

### comme Acteur
- 1962 : MisteRogers (série TV) : Frog Puppet / Various
- 1964 : Butternut Square (série TV) : Mr. Dressup
- 1962 : Vacation Time (série TV) : Co-host (1965)
- 1967 : Mr. Dressup (série TV) : Mr. Dressup
- 1994 : Mr. Dressup's 25th Anniversary (TV) : Mr. Dressup

### comme Scénariste
- 1994 : Mr. Dressup's 25th Anniversary (TV)